# Silicon Valley (sèrie de televisió)
Silicon Valley és una sèrie de comèdia de televisió estatunidenca creada per Mike Judge, John Altschuler i Dave Krinsky. La sèrie se centra en cinc joves que van fundar una empresa emergent a Silicon Valley. La sèrie es va estrenar el 6 d'abril de 2014 a HBO, i la cinquena temporada es va estrenar el 25 de març de 2018. El 12 d'abril de 2018, es va anunciar que HBO havia renovat la sèrie per a una sisena temporada.

## Repartiment

### Principals
- Thomas Middleditch com a Richard Hendricks, un abandonament de la universitat i exprogramador al gegant tecnològic Hooli, Richard deixa el seu job per prosseguir amb la seva aplicació de compressió Pied Piper. La companyia comença inicialment com una simple plataforma de compressió de dades, però quan això, i un xat de vídeo que Dinesh crea amb l'algorisme falla, Richard es mou cap a la creació d'un nou internet descentralitzat, anomenat Pipernet. En la seva major part, Richard és tímid i silenciós, i no té gaire temperament, però quan finalment arriba al seu límit, és propens a explosions extremes d'enuig. Richard lluita constantment amb les demandes del món empresarial, preferint en canvi desaparèixer en la codificació de la seva aplicació, però s'adona que com CEO ha de fer més. Al llarg de la major part de la sèrie, Richard està decidit a convertir Pied Piper en una companyia diferent de l'Hooli sense ànima i el narcisista, com Gavin Belson, però a mesura que progressa la sèrie, queda clar que els molts judicis i tribulacions d'intentar aconseguir el seu negoci l'èxit ho ha fet amarg, petit i implacable, en la mateixa línia que l'home que ell mateix volia distingir. Això s'exemplifica en l'estrena de la temporada 5, en què Richard utilitza la tàctica de Gavin de gastar grans quantitats de diners i recursos de la companyia per fracassar a dues empreses més febles i recentment fusionades, no només per adquirir els seus programadors, sinó principalment per obtenir una petita venjança als dos CEO, que havia tractat de retallar-lo. Richard també ha crescut amb més impaciència i falta de respecte als seus amics, fins i tot rebutjant a Gilfoyle sense por. No obstant això, Richard també va créixer més confiat i competent en els negocis per la temporada 5, efectivament utilitzant l'ego de Gavin per posar el seu atac del 51% en Pied Piper i recuperar el 51% de la companyia, permetent a Richard alliberar a PiperNet de la manera que ho desitgi sense més interferència.
- T.J. Miller com Erlich Bachman (temporades 1-4), un empresari narcisista que va fundar una incubadora d'innovació a la seva casa després de la compra de la seva empresa Aviato. Sota el contracte d'incubadora, Erlich és propietària del 10% de Pied Piper, i posteriorment és anomenat per al consell d'administració de companyia després que Richard s'adona de la importància que té Erlich per al negoci. Erlich és un usuari freqüent de marihuana. Es revela al final de la temporada 2 que Erlich ja no programa a causa de la severa del síndrome del túnel carpià. Tot i ser relativament frustrat en els seus propis negocis empresarials, és un orador i negociador públic competent, i sovint es considera "la cara" de Pied Piper. Al final de la temporada 4 viatja al Tibet després d'interpretar una invitació a Gavin Belson enviada a Richard. Gavin després el deixa a la barraca després d'esbrinar l'escàndol de Hooli-con. Erlich està desaparegut i presumptament mort, deixant que Jian-Yang hereti la seva casa fingint la mort d'Erlich usant les cendres d'un porc mort.
- Josh Brener com Nelson "Cap gran" Bighetti, un antic arrendatari de la incubadora d'Erlich i el millor amic de Richard, que també treballa a Hooli. És despistat i impressionable, però encara aconsegueix adquirir influència significativa com a resultat de la lluita entre Hooli i Pied Piper. Després del treball de Pied Piper, a Bighetti li ofereixen un gran augment i promoció de Gavin Belson per ajudar a Hooli a desenvolupar la còpia de reproducció de programari, Nucleus, sense pietat i perquè Richard es va veure obligat a limitar el seu personal. Es promou contínuament tan ràpidament que el brunzit es desenvolupa sobre ell, i acaba en la portada de la revista Wired. Més tard, es retira del projecte Nucleus a causa de la manca de coneixements tècnics i no té cap responsabilitat a Hooli. Més tard va ser promogut més per fer que aparegués que era el creador real de Pied Piper mentre treballava a Hooli, però ignora això. Després d'una desastrosa agressió vinculant amb Pied Piper, Gavin fa redundant a Bighetti i li paga un desemborsament de 20 milions de dòlars, el qual bufa molt ràpidament quan Erlich ho enganya per entrar en un acord comercial amb ell. Bighetti llavors compra una participació majoritària en PiperChat després de la venda d'un bloc tecnològic que ell i Erlich posseïen. A causa de les seves habilitats empresarials pobres, el seu pare pren el control de la seva participació en el seu nom. A la temporada 4, Bighetti pren un lloc com a instructor en informàtica a la Universitat Stanford.
- Martin Starr com Bertram Gilfoyle, un satanista LaVeyan administrador de xarxes i immigrant il·legal Canadenc, fins que s'apliqui amb èxit per a un visat després que Dinesh ho posi sota pressió. Gilfoyle es fa creditor d'experts en seguretat en línia i, com a tal, s'encarrega de l'administració del sistema i la configuració del servidor a Pied Piper. Gilfoyle sovint interpreta bromes cruels a Dinesh, però els dos semblen ser amics malgrat això, amb els dos sovint vinculats per la seva ambigüitat moral compartida. Encara que generalment és indiferent i manca de lleialtat cap a Richard, Gilfoyle respecte a Richard com a programador i admet que Pied Piper no és res sense Richard. Igual que Dinesh, Gilfoyle és rigorós i sarcàstic, però al contrari, altament apàtic, sardònic i brutalment honest. Actua com l'arquitecte de sistemes de Pied Piper. Encara que generalment es calma i es recopila, es revela a la temporada 5 que Gilfoyle té por que la Intel·ligència artificial controli a la humanitat un dia. Gilfoyle també ha augmentat lleugerament menys confiança i més complaent amb Richard i Monica, però encara és descartant lliurement Dinesh i Jared.
- Kumail Nanjiani com Dinesh Chugtai, un talentós programador especialitzat en Java originari de Karachi, Pakistan que normalment és víctima dels jocs i bromes de Gilfoyle. Dinesh exhibeix una personalitat acrobàtica i sarcàstica cap a tots els membres de l'equip, i sovint es comporta d'una manera callosa i amoral, com quan parla la mort d'un home que estava sortint amb la noia que li agradava. També es demostra que Dinesh és especialment materialista i no té èxit amb les dones. Dinesh sempre sembla tenir mala sort, com involucrar-se amb criminals cibernètics a oportunitats de reconeixement.
- Christopher Evan Welch com Peter Gregory (temporada 1), el fundador i director general multimilionari de Raviga Capital, a més del propietari d'un 5% de capital de Pied Piper després dels seus $ 200,000 d'inversió. Gregory és extremadament brillant però socialment inepte, excèntric i impredictible, una vegada retardant una reunió empresarial de crisi per a la mostra de productes de Burger King durant vuit hores per identificar una possible nova inversió. Welch va morir després de completar el cinquè episodi de la temporada 1, però el personatge va romandre present a la pantalla fora de la resta de la temporada. Gregory va morir més tard en l'estrena de la temporada 2. Mentre estava mort, Monica encara reverteix a Gregory i està molt decebuda quan els valors que Gregory va inculcar a la Vall estan deshonrosos.
- Amanda Crew com Monica Hall, un empleat de Raviga Capital i soci associat, tant amb Peter Gregory com Laurie Bream. Mónica és sovint acusada d'involucrar-se amb els clients d'una manera més agradable i accessible que Gregory o Bream, i com a tal forma un vincle amb Richard després d'haver-la convençut de llançar Pied Piper per si mateix. Les seves interaccions amb Richard impliquen subtilment una relació amorosa i romàntica que, tot i que poques vegades s'exploren, sovint és un factor determinant quan es presenten decisions importants, com la decisió de Richard d'anar amb Raviga sobre Hooli, la persistència de Monica a mantenir a Pied Piper a bord quan Laurie consideri deixar-los caure i, més tard a la sèrie, la disposició de Monica d'estar al costat de Richard a costa de perdre el favor de Laurie. A la temporada 4, deixa a Raviga per associar-se amb Laurie a la seva nova firma VC. A la temporada 5, la relació de Monica amb Richard s'ha convertit en estrictament professional i empresarial, presumiblement, havent-se adonat que la seva estreta relació amb ell l'ha portat a fer-se greument cremada en la seva carrera professional. També ha augmentat la seva confiança suficient per parlar amb Gilfoyle durant la seva intervenció de la idea de la ICO. També es revela que estava casada però que el seu matrimoni va ser anul·lat després de 3 mesos. No obstant això, després d'adonar-se que Laurie planeja vendre anuncis a PiperNet, emmotllant-lo efectivament al que Richard no creu, Monica es manté fidel a la seva creença en la visió de Richard i deixa a Bream-Hall per unir-se a l'equip de Pied Piper, reconciliant-se amb Richard i reafirmant la seva amistat.
- Zach Woods com Donald "Jared" Dunn, un exVP de Hooli que surt de l'empresa per unir-se a l'equip de Pied Piper com CFO i assessor comercial. Igual que Richard, Jared és amable i reservat, però guanya confiança a mesura que avança la sèrie i l'èxit de l'empresa ho necessita. També és extremadament optimista, desinteressat i dedicat a Richard, sacrificant el seu treball ben pagat i financerament segur a Hooli per donar la seva experiència empresarial a Pied Piper. El seu nom de naixement és Donald, però el seu ex cap, Gavin, una vegada es va referir a ell com Jared, i el sobrenom es va aturar, malgrat l'equip de Pied Piper sabent que no era el seu nom real. Sovint és desconsiderat pels altres empleats de Pied Piper, a part de Richard, que sovint ho defensa, tot i que tendeix a oblidar-se d'això o massa incòmode per comprendre l'insult. Durant el transcurs de la sèrie, Jared deixa trossos i trossos de la seva història bastant fosca, com ara el producte d'una adopció forçada per trobar el seu pare biològic a Ozarks. La temporada 5, després de realitzar la seva confiança i lleialtat a Pied Piper, Richard li promou a Jared director d'operacions.
- Matt Ross com Gavin Belson (temporada recurrent 1, protagonitzada per la temporada 2-present), és l'executiu en cap i fundador del gegant tecnològic Hooli, que encarna la cultura corporativa sense ànima que Richard està desesperat per evitar amb el Pied Piper. Belson continua endavant amb la pseudo-filosòfia depenent dels seus empleats, que segueixen enamorats del seu treball, però sembla que sembla intel·ligent i amable. La temporada 2, Belson va llançar un plet contra Pied Piper, afirmant que va ser desenvolupat en temps d'empresa Hooli i utilitzant recursos de l'empresa. Històricament, Belson i Peter Gregory eren amics, però més tard es van convertir en rivals empresarials, i les interaccions entre ambdós es van tornar incòmodes com a resultat. L'estupidesa de Gavin i la vinguda venjativa sovint són la causa principal de molts dels problemes de Hooli, com ara el fracàs de Nucleus, la constant matança de desastres de relacions públiques i la seva decisió de fer-se càrrec de PiperChat sense diligència, que provoca el seu desallotjament temporal del CEO de Hooli a la temporada 4. Torna a la seva funció al final de la temporada, disparant el nou CEO Jack Barker. A la temporada 5, tot i conèixer els plans de Richard per a la seva nova Internet, Gavin té la intenció d'impulsar la venda de la Caixa de Hooli 3. Més tard, s'assabenta que Jian-Yang ha recreat la nova xarxa de Richard i planeja adquirir-la.
- Suzanne Cryer com Laurie Bream (temporada 2-present), el reemplaçament de Peter Gregory al director general de Raviga Capital, i posterior cofundador de Bream Hall Capital amb Monica. Igual que el seu predecessor, Laurie és altament intel·ligent i socialment inepta, però sembla confiar més en mètriques tangibles que en Peter. El seu enfocament centrat en el negoci és el que la porta a posar fi a la inversió de Raviga en Pied Piper després de la campanya de Belson, a més de vendre a Pied Piper com la seva reputació després de les pràctiques enganyoses de Jared. Es coneix poc de la seva vida personal, però a la temporada 4 està embarassada del seu quart fill. Malgrat la seva dificultat per connectar-se amb la gent, Laurie considera a Monica el seu millor amic.
- Jimmy O. Yang com Jian-Yang (temporada 1 recurrent, protagonitzada per la temporada 2-present), un altre inquilí de la incubadora d'Erlich, i l'única persona que viu allà que no està involucrada amb Pied Piper en cap cas. Parla anglès trencat però lentament i amb un fort accent xinès. Ell i Erlich tenen desacords freqüents, i durant la Temporada 3, Episodi 2, després d'esbrinar com és difícil que un terratinent desallotgi a un inquilí, Jian-Yang decideix aprofitar-lo i viure sense lloguer a la casa d'Erlich durant un any. Jian-Yang sovint insulta i fa trucades de broma a Erlich, i pren un plaer sàdic de turmentar-lo. A la Temporada 5, aprofita l'absència d'Erlich al Tibet en afirmar que va morir per assumir la propietat de la incubadora i la participació del 10% d'Erlich a Pied Piper, expulsant a l'equip de Pied Piper de la casa i substituint-los pels seus amics xinesos. Posteriorment planeja copiar les millors empreses de tecnologia nord-americanes per al mercat xinès i es trasllada a la Xina per crear "New Pied Piper", però es troba a la vora de la fallida per Gavin Belson. Gavin descobreix que Jian-Yang ha recreat i modificat el nou projecte d'Internet de Richard que no està restringit per la patent de Richard i li ofereix a Jian-Yang que adquireixi el seu projecte.
- Stephen Tobolowsky com Jack Barker a.k.a Action Jack (temporada 3 recurrent, protagonitzada per la temporada 4), breument el president executiu de Pied Piper després que Richard fos votat. Posteriorment, es va involucrar amb Hooli en la seva caixa de terminals, encara que posteriorment va ser deposat per Gavin. Posteriorment, es va convertir en director executiu d'Hooli després que es va acomiadar a Gavin Belson, però va ser retirat poc després que fos ocupat per treballadors de la planta Hooli a la Xina.
- Chris Diamantopoulos com Russ Hanneman (temporada recurrent 2-3, protagonitzada per la temporada 4, invitat a la temporada 5), un inversor multimilionari imprevisible, egoista i estrany que proporciona a Pied Piper la Sèrie A. En l'estrena de la quarta temporada, es compromet a finançar el projecte de "nova internet" de Richard. Richard no acaba d'anar amb aquesta oferta de finançament, sinó que prefereix associar-se amb Gavin Belson.

### Recurrents
- Aly Mawji com Aly Dutta/Naveen Dutt (temporades 1-3), un programador Hooli que perdona la vida a Richard i Bighetti. Ha estat acusat de treballar en Nucleus com a enginyer principal.
- Brian Tiechnell com Jason Winter (temporades 1-3), un programador Hooli que perdona la vida a Richard i Bighetti. També és acusat de treballar en Nucleus com a enginyer principal. Ell, juntament amb Aly, es queda amb Hooli després d'estar farts d'antics de Gavin.
- Jill E. Alexander com Patrice (temporades 1-3, 5), un empleat de Hooli. Ella és despedida per Gavin després de mostrar-se desagradable pel seu abús d'animals.
- Andy Daly com el Dr. Crawford, un metge de Silicon Valley que ve regularment Richard.
- Ben Feldman com Ron LaFlamme, l'assessor extern, jove, descansat però competent de Pied Piper.
- Gabriel Tigerman com Gary Irving (temporades 1-3), el gerent de recursos humans a Hooli.
- Bernard White com Denpok, l'assessor espiritual servil de Gavin.
- Matt McCoy com Pete Monahan (temporades 2-4), un desgraciat advocat que representa a Richard, Erlich i Pied Piper al arbitratge obligatori de la demanda de Hooli.
- Jake Broder com Dan Melcher (temporades 1, 4), un exjutge del TechCrunch que és expulsat després d'haver-li superat a Bachman per dormir amb la seva esposa. Posteriorment torna a la temporada quatre com a CTO d'una companyia d'assegurances.
- Alice Wetterlund com Carla Walton (temporades 2-3), programadora i amiga de Gilfoyle i Dinesh's que s'uneix a l'equip de Pied Piper.
- Chris Williams com Hoover (temporada 3-present), cap de seguretat a Hooli.
- Annie Sertich com C.J. Cantwell (temporada 3), una blogger tecnològica. Erlich Bachman compra el seu blog després d'haver estat obligat a revelar que Bighetti era la seva font. Més tard, el bloc és comprat pel mateix Gavin després d'escoltar l'abocament il·legal de Gavin d'un elefant a la badia de San Francisco.
- Haley Joel Osment com Keenan Feldspar (temporada 4), el desenvolupador d'un casc de RV que intenta comprar Pied Piper. Quan Richard rebutja l'acord, signa amb Hooli.
- Tim Chiou com Ed Chen (temporada 4), inversor de capital de risc que treballa a Raviga, que actualment és la directora general de la signatura.
- Emily Chang com ella mateixa, entrevistant diversos personatges.

## Trama
| Temporada | Temporada | Episodis | Originalment emès | Originalment emès |
| Temporada | Temporada | Episodis | Primer llançament | Últim llançament  |
| --------- | --------- | -------- | ----------------- | ----------------- |
|           | 1         | 8        | 6 abril 2014      | 1 juny 2014       |
|           | 2         | 10       | 12 abril 2015     | 14 juny 2015      |
|           | 3         | 10       | 24 abril 2016     | 26 juny 2016      |
|           | 4         | 10       | 23 abril 2017     | 25 juny 2017      |
|           | 5         | 8        | 25 març 2018      | 13 maig 2018      |

### Temporada 1
Richard Hendricks crea una aplicació conegut com a Pied Piper, que conté un revolucionari algoritme de compressió de dades. Peter Gregory adquireix a Pied Piper, i Richard contracta els residents de la incubadora d'empreses d'Erlich Bachman incloent Bertram Gilfoyle i Dinesh Chugtai juntament amb Jared Dunn, que va abandonar Hooli. Mentrestant, Nelson "Cap Gran" Bighetti decideix acceptar una promoció substancial en Hooli, malgrat la seva falta de mèrit per al treball.
Gavin Belson dona instruccions als seus empleats de Hooli a fer enginyeria inversa a l'algorisme de Pied Piper i el desenvolupament d'un producte copiat anomenat Nucleus. Ambdues companyies tenen previst presentar-se al TechCrunch Disrupt. Pied Piper s'arrossega per produir una característica rica d'una plataforma d'emmagatzematge en núvol basada en la seva tecnologia de compressió. A l'esdeveniment del TechCrunch, Belson presenta Nucleus, que està integrat amb tots els serveis de Hooli i té un rendiment de compressió igual a Pied Piper. No obstant això, Richard té una nova idea i passa tota la nit programant. L'endemà, Richard fa la presentació final de Pied Piper i demostra un producte que supera fortament a Nucleus i és assetjat per inversors desitjosos.

### Temporada 2
A la brevetat immediata del seu TechCrunch pertorbar la victòria, hi ha diverses empreses de capital de risc que ofereixen finançament de Pied Piper's. Peter Gregory ha mort i és reemplaçat per Laurie Bream per executar Raviga Capital. Richard descobreix que Hooli està demandant a Pied Piper per una infracció de copyright, al·legant que Richard va desenvolupar l'algorisme de compressió de Pied Piper en temps de treball utilitzant equips d'empresa. Com a resultat, Raviga i totes les altres empreses de VC retracten la seva oferta. Richard retira la compra de Hooli i accepta el finançament de Russ Hanneman, encara que Richard ràpidament comença a qüestionar la seva decisió després d'aprendre sobre la reputació mercurial de Hanneman i la seva excessiva interferència en l'operació diària.
Belson promociona a Bighetii a Hooli [xyz], per fer que la gent cregués que va crear l'algoritme de compressió i Richard ho va robar per crear Pied Piper. Belson accepta abandonar el plet a favor d'arbitratge per evitar que la premsa descobreixi el mal que té Nucleus. A causa d'una clàusula en el contracte de Hooli de Richard, el plet es regeix pel favor de Pied Piper. Raviga compra la participació de Hanneman a Pied Piper, assegurant tres dels cinc seients del tauler de Pied Piper. No obstant això, decideixen treure a Richard del càrrec de president executiu a causa d'incidents anteriors.

### Temporada 3
Després d'un període fallit amb Jack Barker com a director general de Pied Piper, Richard eventualment reprèn la seva posició de director general. Richard contracta a enginyers contractistes de tot el món per ajudar a construir la seva plataforma d'aplicacions. Bighetti rep 20 milions de dòlars de paquet de separació de Hooli a canvi de confidencialitat i acords de no parlar malament de l'empresa. Cap Gran utilitza els seus diners per crear la seva pròpia incubadora i els socis d'Erlich amb ell. No obstant això, a causa dels seus hàbits de despesa, declaren la fallida, i Erlich es veu obligada a vendre la seva participació a Pied Piper per pagar els deutes. Gavin Belson contracta a Jack Barker com el nou cap de desenvolupament de Hooli.
Després de l'alliberament, la seva plataforma és positivament revisada pels membres de la indústria. Tanmateix, només una petita fracció de la gent que instal·la la plataforma continua sent usuaris actius diaris. Mentrestant, Jared explica secretament a una granja de clics a Bangladesh per inflar artificialment les estadístiques d'ús. Richard ansiós revela la font del naixement al finançament de la sèrie B signat a una reunió, que va desviar l'acord. Laurie ja no desitja que Raviga s'associa amb Pied Piper i es mou per vendre el control de la majoria a qualsevol inversor. Erlich i Big Head són capaços de comprar el control de la companyia després d'uns imprevistos inesperats de la venda d'un bloc que van comprar. Pied Piper ara es prepara per pivotar de nou, aquesta vegada per convertir-se en una empresa de vídeo xat, basada en la sobtada popularitat de l'aplicació de xat de vídeo de Dinesh que va incloure a la plataforma.

### Temporada 4
Richard baixa com a conseller delegat de Pied Piper, i en lloc d'això comença a treballar en un nou projecte: una xarxa descentralitzada, peer-to-peer, que funcionaria amb una xarxa de telèfons mòbils sense cap mena de tallafoc, virus i normatives governamentals. Gavin Belson és eliminat com a conseller delegat de Hooli després d'un incident que involucra la violació de la Llei de protecció de la privacitat en línia dels nens des del moment en què es va apoderar de PiperChat. Jack Barker pren el seu lloc com a director general. Gavin surt de Palo Alto i va cap al Tibet.
Laurie i Monica formen la seva pròpia companyia VC, Bream-Hall. Cap Gran es converteix en professor a la Universitat Stanford al Departament d'Informàtica. Erlich es posa en marxa amb Keenan Feldspar, les ulleres de RV del qual és l'última sensació de la Vall. No obstant això, Erlich queda fora d'un contracte de signatura i és abandonat per Feldspar, deixant a Erlich desil·lusionat. Erlich després va al Tibet per trobar-se amb Gavin. Mentre Gavin eventualment torna a casa, Erlich es queda.
Richard entra en negoci amb FGI, una companyia d'assegurances, que utilitza Pied Piper per a les seves necessitats d'emmagatzematge de dades. Després d'una crisi que va suposar l'emmagatzematge de dades de FGI, l'equip descobreix que la Internet descentralitzada és un concepte de treball després que les dades del seu servidor Pied Piper s'hagin donat suport a la nevera intel·ligent de Jian-Yang, ja que Gilfoyle utilitza alguns codis de Pied Piper quan estava intentant piratejar-la, que al seu torn es va connectar a una xarxa d'altres refrigeradors com ell i distribuint les dades. Gavin ofereix un tracte d'adquisició molt generós a Richard, que el reverteix i decideix ser finançat per Bream-Hall.

### Temporada 5
A la cinquena temporada, l'equip de Pied Piper aconsegueix noves oficines i contracta un gran equip de programadors per ajudar a treballar en la nova xarxa de Richard. Mentrestant, Jian-Yang intenta demostrar que Erlich està mort perquè pugui ser el propietari de tota la seva antiga propietat, inclosa la idea de la incubadora i la participació del 10% de Pied Piper. Richard promou que Jared sigui el nou director d'operacions per a Pied Piper, i Jian-Yang va a la Xina per construir una còpia de Pied Piper.
Bream-Hall obliga a Richard a associar-se amb Eklow, un equip d'IA, i Pied Piper uneix un grup de desenvolupadors. Després d'un problema amb l'AI, Richard perd el seu acord de desenvolupament amb Eklow, i en lloc d'això decideix utilitzar la idea de Gilfoyle de crear una criptomoneda per Pied Piper. Després que Monica s'assabenti que Laurie planeja fer vendre anuncis a la internet descentralitzada, abandona Bream-Hall i s'uneix a Pied Piper.
Després de resultats imprevistos per a les seves criptomonedes, Pied Piper es troba molesta quan Laurie s'alia amb un ric fabricant xinès anomenat Yao, que originalment estava ajudant a Belson a robar la patent de Jian-Yang de Pied Piper, però el va usar per als seus propis plans. Yao i Laurie agreguen usuaris a la xarxa de Pied Piper a través d'una gran quantitat de telèfons i es preparen per a un atac del 51% contra el Pied Piper. Richard demana a Belson que posi el programari a la seva Caixa 3 edició de Signatura per deixar de Yao i Laurie, i Belson ho fa, però traeix a Richard, en lloc d'associar-se amb Laurie i Yao per eliminar a Pied Piper. En lloc d'això, un dels desenvolupadors que anteriorment va deixar Pied Piper, va tornar a l'últim segon amb els usuaris d'un nou videojoc que deté el 51% d'atac, i Pied Piper pot alliberar la internet descentralitzada en pau.

## Producció

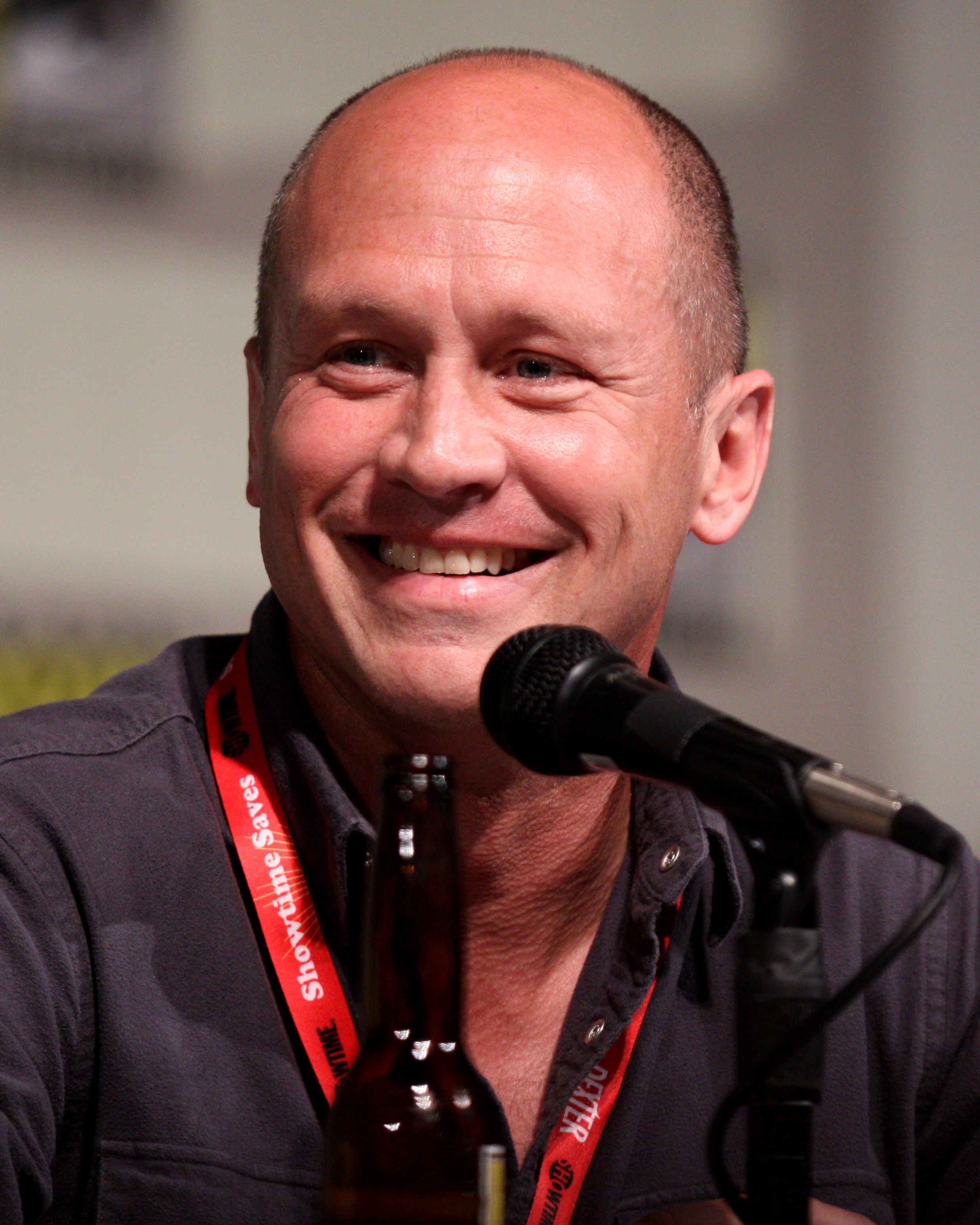
Mike Judge, cocreador de Silicon Valley.

El cocreador i productor executiu Mike Judge havia treballat en una empresa emergent a Silicon Valley a principis de la seva carrera. El 1987 va ser programador a Parallax, una empresa amb prop de 40 empleats. El jutge no li va agradar la cultura de l'empresa i els seus companys ("Les persones que vaig conèixer eren semblants a Stepford Wives. Eren veritables creients en alguna cosa i no sé què era") i va deixar després de menys de tres mesos, però l'experiència li va donar el rerefons per crear un espectacle sobre les persones i les empreses de la regió. També recorda com les empreses emergents li van llançar a fer una animació basada en Flash en el passat com a material per al primer episodi: "Era una persona després d'una altra, 'En dos anys, no tindràs un televisor!' Vaig tenir una reunió que era com una reunió d'acòlits al voltant d'un líder de culte. 'Ha conegut a Bill?' 'Ah, sóc el vicepresident i només puc veure Bill una vegada al mes.' I aleshores un altre noi va disparar, 'Durant 10 minuts, però els 10 minuts són increïbles!'"
El rodatge per l'episodi pilot de Silicon Valley va començar el 12 de març de 2013, a Palo Alto, Califòrnia. HBO va donar llum verda la sèrie el 16 de maig de 2013.
Christopher Evan Welch, qui va jugar del milionari Peter Gregory, va morir al desembre de 2013 de càncer de pulmó, havent acabat les seves escenes durant els primers cinc episodis. L'equip de producció va decidir no redactar el paper i ressuscitar les seves escenes; a la seva mort, el jutge va comentar: "El brillantor del rendiment de Chris és insubstituïble i ens ha inspirat en la redacció de la sèrie." Va dir que, "Tot el calvari va ser esgarrifós. Però estem increïblement agraïts d'haver treballat amb ell en el breu temps que teníem junts. El nostre espectacle i les nostres vides són molt més rics per haver estat en ells." En el vuitè episodi de la temporada 1, es fa una memòria al seu honor al final del rotllo de crèdits. El personatge de Peter Gregory no va ser assassinat fins a l'estrena de la temporada 2.
L'espectacle es refereix a una mètrica en la comparació de les taxes de compressió de les aplicacions anomenades la Puntuació de Weissman, que no existia abans de l'execució de l'espectacle. Va ser creat pel professor de la Universitat Stanford Tsachy Weissman i l'estudiant de postgrau Vinith Misra a petició dels productors de l'espectacle.
Clay Tarver va ser nomenat co-showrunner l'abril de 2017, juntament amb Mike Judge i Alec Berg, també van ser productors executius. Al maig de 2017, es va anunciar que T.J. Miller sortiria de la sèrie després de la quarta temporada.

## Recepció

### Resposta crítica
| Temporada | Temporada | Resposta crítica   | Resposta crítica |
| Temporada | Temporada | Rotten Tomatoes    | Metacritic       |
| --------- | --------- | ------------------ | ---------------- |
|           | 1         | 94% (53 opinions)  | 84 (36 opinions) |
|           | 2         | 100% (19 opinions) | 86 (9 opinions)  |
|           | 3         | 100% (17 opinions) | 90 (15 opinions) |
|           | 4         | 97% (31 opinions)  | 85 (10 opinions) |
|           | 5         | 100% (12 opinions) | 73 (5 opinions)  |

Silicon Valley ha rebut elogis de la crítica des de la seva estrena. Metacritic, un lloc web que recull ressenyes, presenta la primera temporada amb 84 de 100 Metascore d'acord amb 36 comentaris, indicant "aclamació universal". De la mateixa manera, Rotten Tomatoes va presentar la primera temporada amb un 94% de qualificació "Certified Fresh" i una puntuació mitjana de 7,94 sobre 10 sobre la base de 53 comentaris, amb el consens crític de "Silicon Valley és rellevant, sovint divertid adoptar la tecnologia contemporània i els geeks que la creen, que es beneficia de l'experiència real de la creadora de Mike Judge a la indústria."
Tim Goodman de The Hollywood Reporter va dir "HBO troba la seva millor i més divertida comèdia en els anys amb aquesta creació de Mike Judge, i fins i tot pot aprofitar aquest aspecte més escandalós, un públic ampli." Matt Roush de TV Guide va dir "La sàtira absoluta i ressonant que va ajudar a fer jutjar Office Space un èxit de culte adquireix una nova dimensió lúdica com Silicon Valley, que introdueix un aspecte socialment malagraït d'informàtics cada un dels còmics iguals que els geeks de ciència de The Big Bang Theory." Todd VanDerWerff de The A.V. Club va dir "Se sent estranyament com el món tecnològic de Entourage i això significa més d'un elogi del que sembla." Brian Tallarico de RogerEbert.com va elogiar els acudits de la sèrie però va comentar la lentitud del desenvolupament del personatge en els dos primers episodis i la confiança en estereotips comuns en tecnologia, incloent-hi "el geek que ni tan sols pot mirar a una nena menys parlar amb ella o tocar-la, el jove home de negocis que literalment sacseja davant el potencial de carrera." Continua afirmant que la falta de profunditat als personatges crea "aquest estrany empènyer i tira; Vull que l'espectacle sigui més realista, però no m'importa aquests personatges prou quan es tria."
David Auerbach de Slate va assenyalar que l'espectacle no va ser prou lluny per a anomenar-se arriscat o un comentari mordaç de la indústria de la tecnologia. "Perquè sóc enginyer de programari, Silicon Valley podria retratar-me dels meus pantalons fins a les aixelles, nerdicament i nasalment queixant-se que l'algorisme de compressió de Thomas és impossible o que nou vegades F en hexadecimal és 87, no 'fleventy five' (com diu Erlich), però perdonaria aquestes inscripcions en un segon si l'espectacle era divertit." Auerbach va declarar que solia treballar a Google, i que la seva dona també va treballar per ells en el moment de la revisió.
La segona temporada ha rebut un aclariment crític, i té una puntuació de 86 de cada 100 punts amb, nou comentaris a Metacritic. En Rotten Tomatoes, la temporada va rebre una qualificació del 100% amb una puntuació mitjana de 8,3 sobre 10 sobre la base de 19 comentaris. El consens del lloc llegeix, "Silicon Valley reprèn el seu quocient de comèdia amb un episodi que suavitza les arestes aspres deixades per la pèrdua d'un membre estimat del repartidor."
La seva tercera temporada va rebre elogis de la crítica. A Metacritic, la temporada té una puntuació de 90 sobre 100 basada en 15 ressenyes, que indica "aclamació universal". En Rotten Tomatoes, la temporada va rebre una qualificació del 100% amb una puntuació mitjana de 8,5 sobre 10 sobre la base de 17 comentaris. El consens del lloc llegeix, "la satisfacció satírica de Silicon Valley de les bogeries de la indústria tecnològica és més intens que mai en aquesta divertida tercera temporada."
La quarta temporada va rebre elogis de la crítica. A Metacritic, la temporada té una puntuació de 85 sobre 100 basada en 10 ressenyes, que indica "aclamació universal". En Rotten Tomatoes, la temporada va rebre una qualificació del 97% amb una puntuació mitjana de 8 sobre 10 sobre la base de 31 comentaris. El consens del lloc llegeix: "La quarta temporada de "Silicon Valley" avança l'arc general de la comèdia veterana mentre afegeix noves arrugues suficients i ofereix rialles més que suficients per mantenir-se fresc".
La cinquena temporada va rebre comentaris generalment positius de la crítica. A Metacritic, la temporada té una puntuació de 73 sobre 100 sobre la base de 5 ressenyes. En Rotten Tomatoes, la temporada va rebre una qualificació del 100% amb una qualificació mitjana de 7,3 sobre 10 segons 12 comentaris.

### Altres reaccions
Elon Musk, després de veure el primer episodi del xou, va dir: "Cap d'aquests personatges eren enginyers de programari. Els enginyers de programari són més útils, pensatius i més intel·ligents. Són estranys, però no de la mateixa manera. Jo només tenia una reunió amb el meu equip de seguretat de la informació, i són excel·lents, però són bastant estranys: solen ser un tipus, un súper petit, un híper-intel·ligent, en realitat és el que és. […] Realment sento que Mike Judge mai no ha estat a Burning Man, que és Silicon Valley […] Si no ho heu estat, només no ho rep. Podríeu prendre el partit L.A. més boig i multiplicar-lo per mil, i ni tan sols s'aproxima al que hi ha a Silicon Valley. El xou no tenia res d'això."
En resposta als comentaris de Musk, l'actor T.J. Miller, qui interpreta Erlich en el xou, va assenyalar això "si els jugadors multimilionaris no aconsegueixen la broma, és perquè no se senten còmodes de ser satiritzades... Ho sento, però podeu dir que tot era cert. Vostès fan fer reunions de bicicleta, cabrons.” Altres enginyers de programari que també van assistir a la mateixa estrena van afirmar que sentien que estaven veient la seva "reflexió".
El gener de 2017, en una audiència d'interacció per Bill Gates i Warren Buffett, Gates va explicar l'episodi a Silicon Valley on els principals protagonistes intenten llançar el seu producte a diferents capitalistes de risc recordant-li les seves pròpies experiències.
En xerrades de conferències, Douglas Crockford va anomenar Silicon Valley "el millor xou de programació". Continua citant l'episodi "Bachmanity Insanity" per il·lustrar l'absurd de l'argument de les tabulacions contra espais.

## Mitjans domèstics
La primera temporada completa es va llançar en DVD i Blu-ray el 31 de març de 2015; Les funcions addicionals inclouen comentaris d'àudio i funcions darrere de les escenes. La segona temporada es va estrenar en DVD i Blu-ray el 19 d'abril de 2016; Les funcions addicionals inclouen sis comentaris d'àudio, una funció d'escenes posteriors i escenes eliminades. La tercera temporada es va estrenar en DVD i Blu-ray l'11 d'abril de 2017; Les funcions addicionals inclouen escenes eliminades. La quarta temporada es va estrenar en DVD i Blu-ray el 12 de setembre de 2017; Les funcions addicionals inclouen escenes eliminades.

## Emissió
A Austràlia, la sèrie es va estrenar el 9 d'abril de 2014 i es va emetre a The Comedy Channel. Al Regne Unit, es va estrenar el 16 de juliol de 2014 i es va estrenar a Sky Atlantic, mentre que també està disponible en serveis de visualització sota demanda a Internet, com ara Blinkbox. A Nova Zelanda, la sèrie s'emet a Sky, al canal SoHo.